# Alluaudomyia bispinula
Alluaudomyia bispinula är en tvåvingeart som beskrevs av Zhang, Xue, Deng och Yu 2004. Alluaudomyia bispinula ingår i släktet Alluaudomyia och familjen svidknott. Inga underarter finns listade i Catalogue of Life.